# Judi Chamberlin
Judi Chamberlin, född Judith Rosenberg 30 oktober 1944 i Brooklyn, död 16 januari 2010 i Arlington, var en amerikansk aktivist, debattör och författare. Hon företrädde rörelsen Psykiatrins överlevare (Psychiatric survivors movement) och skrev On Our Own: Patient-Controlled Alternatives to the Mental Health System, som är en av Mad Pride-rörelsens grundläggande skrifter.

## Biografi
År 1966 fick den då nygifta Chamberlin missfall och drabbades av en svår depression. Hon skrev då frivilligt in sig på en psykiatrisk klinik. Efter några samtal med psykiatriker fick hon diagnosen schizofreni och lades mot sin vilja in på en psykiatrisk slutenvårdsklinik på Mount Sinai Hospital i New York. Under de fem månader inläggningen varade upplevde hon en rad övergrepp. Hon bevittnade även hur andra patienter behandlades av vårdpersonalen. Motspänstiga patienter, vilka dock inte var våldsamma, isolerades och spändes fast i sängar. Chamberlin upplevde att den psykofarmaka hon fick gjorde henne trött och dåsig samt påverkade hennes minne negativt. Då hon var inlagd mot sin vilja kände hon att hon blev en fånge inom systemet. Chamberlins erfarenheter inom den psykiatriska vården ledde till hennes engagemang inom rörelsen Psykiatrins överlevare.